# Brabira artemidora
Brabira artemidora är en fjärilsart som beskrevs av Charles Oberthür 1884. Brabira artemidora ingår i släktet Brabira och familjen mätare. Inga underarter finns listade i Catalogue of Life.